# 坤旦
坤旦，又稱女旦，即女性演員飾演戲劇中的旦角。
與之相對的男性旦角稱為「乾旦」。這種表演形式存在於古今中外各種表演藝術中。究其原因，為封建時代女子無權登台演出。